# Radio Vigo
Radio Vigo es una emisora local que emite para la ciudad de Vigo y también a los municipios de su área metropolitana y Comarca de Vigo.

## Descripción
Fue la primera emisora de Vigo que comenzó sus emisiones el 24 de abril de 1934. Está gestionada por Radio Vigo Grupo de Comunicación y pertenece a la red de emisoras de la Cadena SER desde 1957. Sus frecuencias de emisión son: 100.6 FM y 1026 OM.

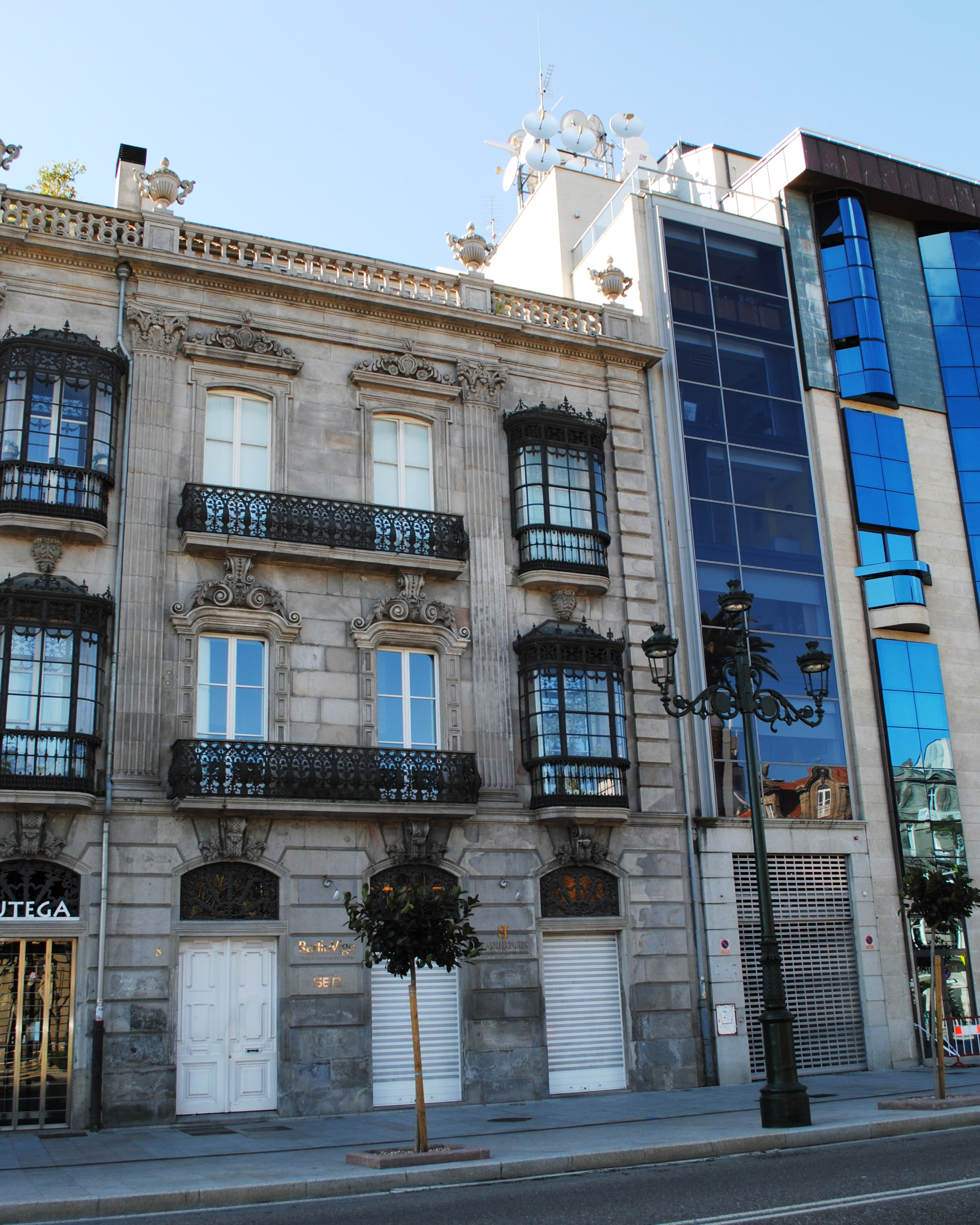
Instalaciones de Radio Vigo en la calle del Arenal número 8 de Vigo.

### Programación
La programación incluye diversas desconexiones locales.
De lunes a viernes:
- Informativos Matinales con María Díaz.
- Vigo Hoy por Hoy con Jacobo Buceta.
- Vigo Hora 14 con Jaime González de Haz.
- SER Deportivos Vigo con Paula Montes.
- La Ventana de Vigo con Marci Varela.

Sábados:
- La Guía de la Salud
- Cambio de Rasante con Antonio Soto.
- Vigo Hora 14.

Frecuencias:
Radio Vigo FM Cadena SER: 100.6 MHz
Radio Vigo OM Cadena SER: 1026 kHz
SER+ Vigo: 93.7 MHz
Cadena DIAL Rias Baixas: 96.8 MHz
LOS40 Vigo: 99.4 MHz
LOS40 Classic Vigo: 101.2 MHz

## Premios y reconocimientos
- Medalla de Oro de Vigo en 1994.[6]